# Annoville
Annoville település Franciaországban, Manche megyében. Lakosainak száma 641 fő (2020. január 1.). Annoville Hauteville-sur-Mer, Lingreville, Quettreville-sur-Sienne, Hérenguerville és Quettreville-sur-Sienne községekkel határos.

## Népesség
A település népességének változása:
| Lakosok száma | 572  | 565  | 474  | 547  | 632  | 651  | 678  | 672  | 651  | 641  |
|               | 1968 | 1975 | 1990 | 1999 | 2011 | 2013 | 2016 | 2017 | 2019 | 2020 |